# Empang Bawah
Empang Bawah is een bestuurslaag in het regentschap Sumbawa van de provincie West-Nusa Tenggara, Indonesië. Empang Bawah telt 3051 inwoners (volkstelling 2010).